# David Ausubel
David Paul Ausubel (Nova York, 1918 - 2008) fou un psicòleg i pedagog estatunidenc. És un dels principals referents del constructivisme i creador de la teoria de l'aprenentatge significatiu.

## Biografia
Va estudiar medicina i psicologia a la Universitat de Pennsylvania i Middlesex. Va ser cirurgià assistent i psiquiatre resident del Servei Públic de Salut dels Estats Units i immediatament després de la segona guerra mundial, amb les Nacions Unides va treballar a Alemanya en el tractament mèdic de persones desplaçades. Després d'acabar la seva formació en psiquiatria, va estudiar a la Universitat de Colúmbia i va obtenir el seu doctorat en psicologia del desenvolupament. El 1950 va acceptar treball en projectes de recerca a la Universitat d'Illinois, on va publicar extensament sobre psicologia cognitiva. Va acceptar posicions com a professor visitant en l'Ontario Institute of Studies in Education i en universitats europees com Berne, la Universitat Salesiana de Roma i a Múnic. Va ser Director del Departament de Psicologia Educacional per postgraus a la Universitat de Nova York, on va treballar fins a jubilar el 1975. El 1976 va ser premiat per l'Associació Americana de Psicologia per la seva contribució distingida a la psicologia de l'Educació. Posteriorment va tornar a la seva pràctica com psiquiatre al Rockland Children's Psychiatric Center. Va morir el 9 de juliol del 2008 als 90 anys.